# Glaubitz
Glaubitz är en kommun och ort i Landkreis Meissen i förbundslandet Sachsen i Tyskland. Kommunen har cirka 2 100 invånare.
Kommunen ingår i förvaltningsområdet Nünchritz tillsammans med kommunen Nünchritz.